# Ruck-Rede

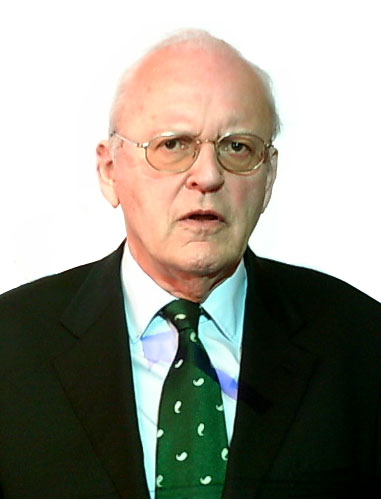
Roman Herzog, 2006

Die Ruck-Rede am 26. April 1997 war eine Rede des damaligen deutschen Bundespräsidenten, Roman Herzog im neu gebauten Hotel Adlon Kempinski in Berlin zur Wiedereröffnung des Hotels. Sie begründete das Format der Berliner Rede. Offiziell trug die Ruck-Rede den Titel „Aufbruch ins 21. Jahrhundert“.

## Inhalte
Zentrales Zitat der Rede war folgender Abschnitt:

„Durch Deutschland muß ein Ruck gehen. Wir müssen Abschied nehmen von liebgewordenen Besitzständen, vor allen Dingen von den geistigen, von den Schubläden und Kästchen, in die wir gleich alles legen. Alle sind angesprochen, alle müssen Opfer bringen, alle müssen mitmachen:
- die Arbeitgeber, indem sie Kosten nicht nur durch Entlassungen senken,
- die Arbeitnehmer, indem sie Arbeitszeit und -löhne mit der Lage ihrer Betriebe in Einklang bringen,
- die Gewerkschaften, indem sie betriebsnahe Tarifabschlüsse und flexiblere Arbeitsbeziehungen ermöglichen,
- Bundestag und Bundesrat, indem sie die großen Reformprojekte jetzt rasch voranbringen,
- die Interessengruppen in unserem Land, indem sie nicht zu Lasten des Gemeininteresses wirken.“

## Einordnung
Die Rede fand große Beachtung. Wenige Reden von Bundespräsidenten haben sich so eingeprägt wie die Ruck-Rede. Roman Herzog bleibt vor allen durch diese Rede in Erinnerung. Sie war im Vorfeld groß angekündigt worden. Bereits im Vorfeld wurde sie als Ansprache zur Lage der Nation bezeichnet. Um den Aussagen Nachdruck zu verleihen, wird sie teilweise als dramatisierend gesehen. Herzog monierte die mentale Erstarrung der Gesellschaft. Reformstau wurde im Jahr der Rede zum Wort des Jahres.
Dieser „Ruck“ wird seither oft zitiert, teils auch satirisch. Horst Köhler bezog sich darauf bei der Annahme seiner Wahl zum Bundespräsidenten am 23. Mai 2004: „Warum bekommen wir den Ruck noch immer nicht hin? Weil wir alle noch immer darauf warten, dass er passiert!“